# Papyrus 33+58
Papyrus 33+58 (nummering Gregory-Aland), of {\displaystyle {\mathfrak {P}}}33+58, is een oud, Grieks handschrift op papyrus van het Nieuwe Testament. Het bevat de tekst van Handelingen 7::6-10.13-18; 15:21-24.26-32.
Op grond van schrifttype is het gedateerd als 6e-eeuws.
Het wordt bewaard in de Österreichische Nationalbibliothek (Pap. Vindob. G. 26020) in Wenen).
De Griekse tekst van deze codex is een vertegenwoordiger van de Alexandrijnse tekst. Aland plaatst het in Categorie II.